# Lord-lieutenant de Wicklow

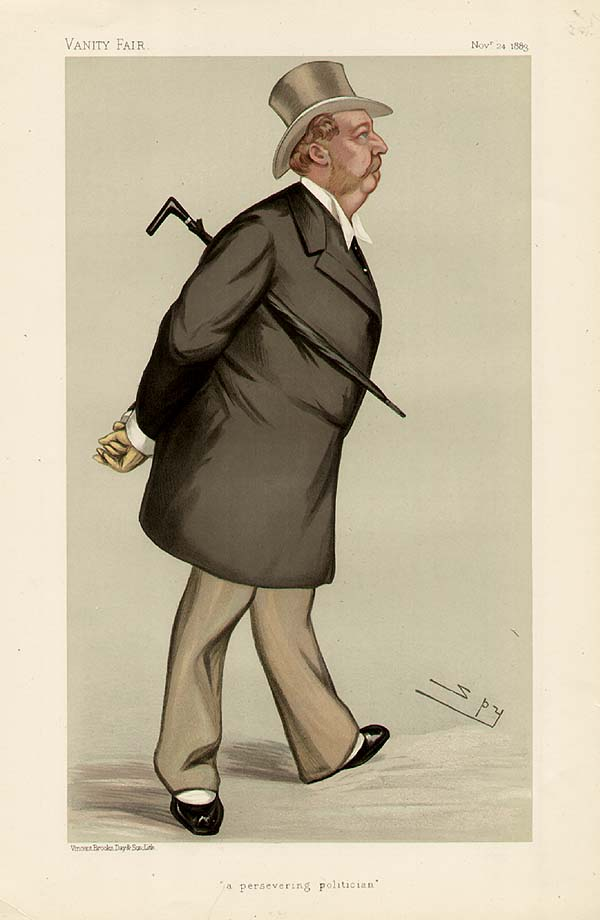
Caricature d'Edward Leeson, 6e comte de Milltown

Ceci est une liste de personnes qui ont servi comme lord-lieutenant de Wicklow. L'office a été créé le 23 août 1831. Les nominations au poste se sont terminées par la création de l'État libre d'Irlande en 1922.
- William Howard, 4e comte de Wicklow 7 octobre 1831-22 mars 1869
- William Brabazon, 11e comte de Meath 1869-26 mai 1887
- Edward Leeson, 6e comte de Milltown 14 juin 1887-30 mai 1890
- William Proby, 5e comte de Carysfor 25 juillet 1890-4 septembre 1909
- Mervyn Wingfield, 8e vicomte Powerscourt 15 février 1910-1922